# Formica quadrinotata
Formica quadrinotata é uma espécie de formiga do gênero Formica, pertencente à subfamília Formicinae.